# Aste-Béon
Aste-Béon é uma comuna francesa na região administrativa da Nova Aquitânia, no departamento dos Pirenéus Atlânticos. Estende-se por uma área de 19,88 km². Em 2010 a comuna tinha 240 habitantes (densidade: 12,1 hab./km²).